# قانون مطبوعات ایران مصوب ۱۲۸۶
در ۱۸ بهمن ۱۲۸۶ خورشیدی یکمین قانون مطبوعات در ۵۲ ماده به تصویب مجلس شورای ملی رسید. طبق اصل بیستم از قانون اساسی عامه مطبوعات غیر از کتب ظلال و مواد مضره به دین مبین، آزاد و ممیزی در آنها ممنوع است، ولی هر گاه چیزی مخالف قانون مطبوعات در آنها منتشر بشود، نشردهنده یا نویسنده طبق قانون مطبوعات مجازات می‌شود. اگر نویسنده معروف و مقیم ایران باشد ناشر و طابع و موزع از تعرض مصون هستند. مقرر می‌شود طبع کتب و روزنامجات و اعلانات و لوایح در تحت قوانین مقرره ذیل که از برای حفظ حقوق عموم و سد ابواب مضار از تجاوزات ارباب قلم و مطبوعات وضع می‌شود آزاد است. هر کس بخواهد مطبعه دایر نماید یا کتاب و جریده و اعلاناتی به طبع برساند یا مطبوعات را بفروشد باید بدواً عدم تخلف از فصول این قوانین را نزد وزارت معارف به التزام شرعی ملتزم و متعهد شود.